# Ишин, Владимир Владимирович
Владимир Владимирович Ишин (1930, Челябинск — неизвестно) — советский хоккеист, нападающий. Мастер спорта СССР.

## Биография
Уроженец Челябинска. Воспитанник «Динамо» Москва. В начале карьеры выступал за команды класса «А» «Динамо» Москва (1952/53 — 1953/54), «Авангард» Челябинск (1954/55), «Торпедо» Горький (1955/56). Затем играл в классе «Б» за клубы «Красная звезда» Краснокамск (1956/57 — 1958/59), «Льнокомбинат» («Льноволокно») Казань (1959/60), СК им. Урицкого (Казань) (1960/61).
Обладатель Кубка СССР 1953.
В 1958 году выступал на позиции вратаря в футбольном клубе КФК «Красная звезда» Краснокамск.